# Tóth Károly Antal
Tóth Károly Antal (Szatmárnémeti, 1942. december 3. –) erdélyi magyar esszéíró, kiadó.

## Életútja
Középiskoláit szülővárosában végezte (1960); a BBTE-n, a Biológia–Földrajz Karon szerzett tanári oklevelet (1965), később Svédországban, a Göteborgi Egyetemen környezetvédelmi szakon újabb diplomát (1994).
1965-től Nagyváradon tanított különböző iskolákban. Tagja (1976–78 között elnöke) volt az Ady Endre Irodalmi Kör vezetőségének, 1982-ben tagja annak a csoportnak, amely az Ellenpontok c. szamizdat kiadványt elindította, majd sokszorosította; ő írta a szerkesztőség programjavaslatát (1982. október) s ugyanabban a számban a helsinki értekezlet megállapodásait ellenőrző madridi konferencia résztvevőihez intézett Memorandumot. A kiadvány miatt feleségével több hónapon át volt letartóztatásban, majd miután a kihallgatások végeztével szabadon engedték őket, 1984 júliusában áttelepültek Magyarországra. Itt előbb a Népművelési Intézet szakalkalmazottja, majd 1988-ig az Országos Levéltár tudományos munkatársa volt. 1988-ban Svédországba kerültek, majd 1989-ben Kanadába, ahol Montréalban betanított nyomdai munkásként dolgozott. 1990-ben visszatértek Svédországba, ahol a göteborgi Scandiaconsult keretében környezetvédelmi tanácsadó. Svédországban 1988-ban jelent meg az Exaudi c. göteborgi folyóiratban leleplező írása a romániai magyarellenes üldözésekről. Ezt különlenyomatban több száz példányban eljuttatták az akkori svéd hatóságokhoz. Svédországba visszatérve 2000–2004 között szerkesztőségi munkatársa volt a stockholmi Új Kéve c. lapnak.

## Munkássága
Első írása 1967-ben, az Utunkban jelent meg, majd a nagyváradi Fáklya, az Ifjúmunkás, A Hét, Tanügyi Újság, Korunk, Echinox, Magyarországon az ef-Lapok, Szabadelvű Unió, Életünk, Beszélő, a párizsi Irodalmi Újság, az Új Látóhatár, az akkor még Montréalban megjelenő Nyugati Magyarság, az 1990-es évektől a nagyváradi Kelet–Nyugat, az Európai Idő, Keresztyén Szemle, Krónika, Látó, Magyar Kisebbség, Székelyföld, az Új Magyarság, Magyar Nemzet, Kapu, Hitel, Havi Magyar Fórum, Magyar Szemle, a szekszárdi Átalvető közölte írásait.
Egy írása szerepel az Echinox munkatársait bemutató Bábel tornya (szerk. Beke Mihály András és Bréda Ferenc, Bukarest, 1983) c. antológiában. Az Ady Endre Irodalmi Körre vonatkozó emlékeit Egyetlen eszközünk maradt: a szó címmel a Gittai István és Szűcs László szerkesztette kötetben (Péntek esti szabadságunk. A nagyváradi Ady Endre Irodalmi Kör húsz éve. Nagyvárad, 1998) közölte; életútjukra visszatekintő, feleségével közös interjúja Tófalvi Zoltán Északi változatok (Marosvásárhely, 2000) c. kötetében, ill. Török Miklós könyvében (Az élet kalandja. Magyarok az emigrációban. Csíkszereda, 2002) jelent meg. Út a magányos tüntetésig – egy erdélyi magyar esete a Scania birodalommal címmel kötetnyi interjút készített Adorjáni Imre Istvánnal (Budapest, 2007).
Az Ellenpontok történetét (dokumentumokkal) Hova tovább? c. könyvében (Szombathely, 1994) írta meg, majd sajtó alá rendezte a teljes folyóirat reprint-kiadását (Ellenpontok. Csíkszereda, 2000). Az Ellenpontok szerkesztőivel, köztük vele is Seregi László 1999–2000-ben dokumentumfilmet készített (amelyet azonban sehol nem mutattak be).

### Cikkei
- Elpolitizált szavaink (2004)

## Kötetei
- Hova-tovább? Az Ellenpontok dokumentumai, esszék, tanulmányok; Magyar Ökumenikus Önképzőkör–Savaria University Press, Stockholm–Szombathely, 1994
- Ellenpontok; sajtó alá rend. Tóth Károly Antal; Pro-Print, Csíkszereda, 2000 (Múltunk könyvek)
- Út a magányos tüntetésig. Egy erdélyi magyar esete a Scania birodalommal. Interjú Adorjáni Imre Istvánnal; Magyar a Magyarért Alapítvány, Budapest, 2007 (Kapu könyvek)
- Hol vagy, szabadság? Esszék, tanulmányok, vitaírások; Kriterion, Kolozsvár, 2015
- Egy szamizdat az életünkben. Az Ellenpontokról; Kriterion Könyvkiadó, Kolozsvár, 2017
- Harc a nemzet érdekében. Interjú Borbély Imrével, temesvári mérnökkel és erdélyi politikussal; interjú Tóth Károly Antal, szöveggond., dokumentumvál. Borbély Zsolt Attila; Kárpátia Stúdió, Köröstárkány–Kápolnásnyék–Budapest, 2017